# Cyrtopogon longimanus
Cyrtopogon longimanus är en tvåvingeart som beskrevs av Friedrich Hermann Loew 1874. Cyrtopogon longimanus ingår i släktet Cyrtopogon och familjen rovflugor.
Artens utbredningsområde är Kalifornien. Inga underarter finns listade i Catalogue of Life.